# Rama III
Pour les articles homonymes, voir Rama.
 (février 2016).
Si vous disposez d'ouvrages ou d'articles de référence ou si vous connaissez des sites web de qualité traitant du thème abordé ici, merci de compléter l'article en donnant les références utiles à sa vérifiabilité et en les liant à la section « Notes et références ».
Poramin Maha Jessadabodindra, (31 mars 1787 - 2 avril, 1851), fut roi du Siam, ancien nom de la Thaïlande, du 21 juillet 1824 à sa mort. Il est plus connu sous son nom dynastique Rama III (Phrabat Somdej Phra Nangklao Chaoyuhua - en thaï : พระบาทสมเด็จพระนั่งเกล้าเจ้าอยู่หัว).

## Biographie

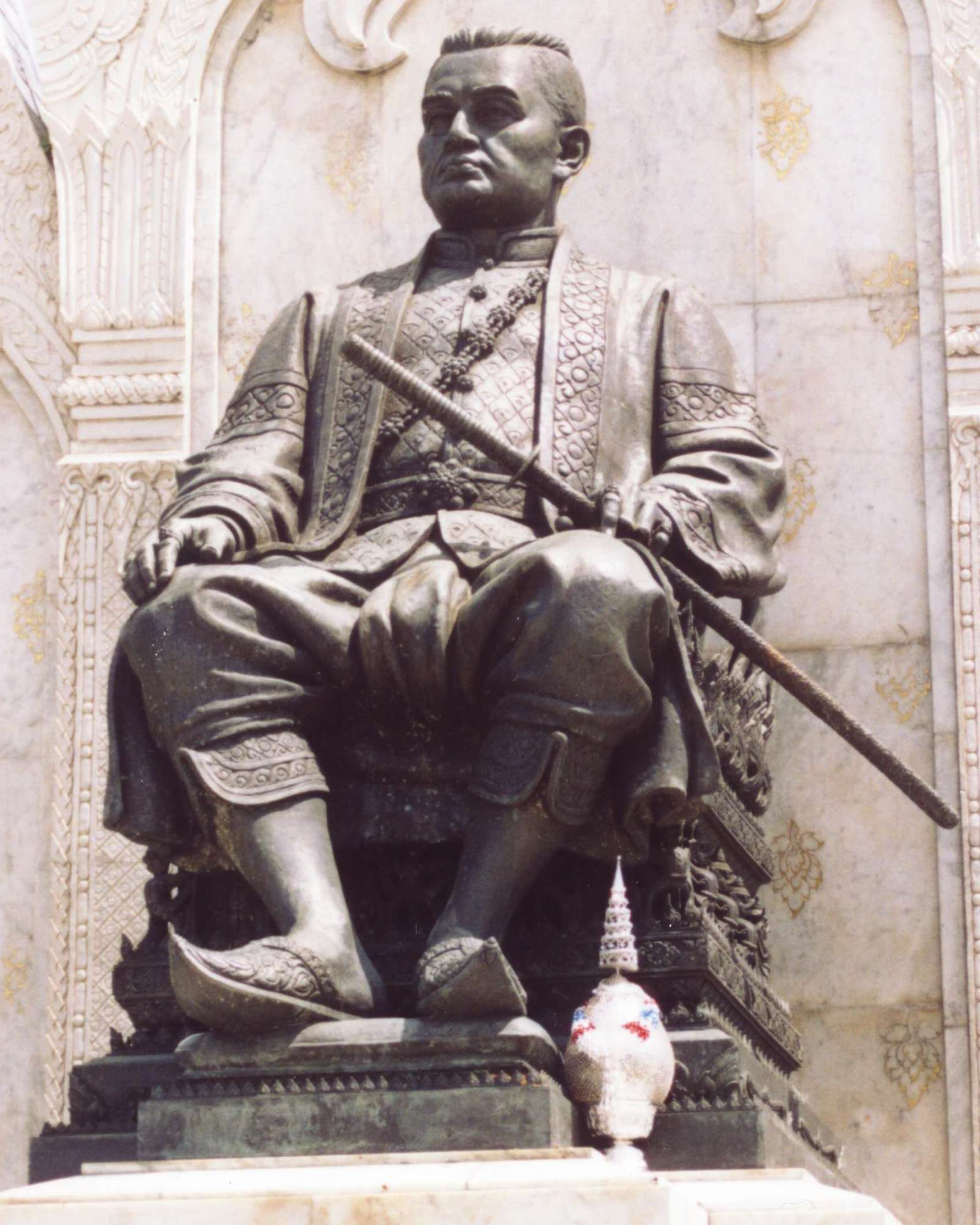
Statue de Rama III

Son accession au trône, à 37 ans, ne fut pas conforme à la tradition car il était le fils d'une concubine et non celui de la reine en titre. Il devança ainsi le prince Mongkut, âgé de 20 ans et qui était le fils légitime de Rama II et de la reine Srisuriyendra. Mongkut accéda au trône à sa mort, sous le nom de Rama IV.
Au début de son règne, Rama III eut à réprimer la révolte du roi de Vientiane, Anouvong (1826-1828). L'armée d'Anouvong pénétra profondément au Siam, mais fut finalement défaite, et Rama III ordonna le sac de Vientiane : la ville retourna à la jungle jusqu'à sa « redécouverte » par les français à la fin du XIXe siècle.
Également au début de son règne, en 1826, fut signé le traité Burney, qui réglait la question de la souveraineté sur les états malais septentrionaux et resta en vigueur jusqu'en 1909.
En 1832, il reçoit la visite d'un émissaire du gouvernement des États-Unis, Edmund Roberts, qui vient négocier des accords commerciaux. Ce dernier, après être retourné aux États-Unis, revient en 1836 pour finaliser l'accord, et lui apporte des présents de la part de son gouvernement, dont une pièce d'un dollar de 1804.